# Йома (трактат)

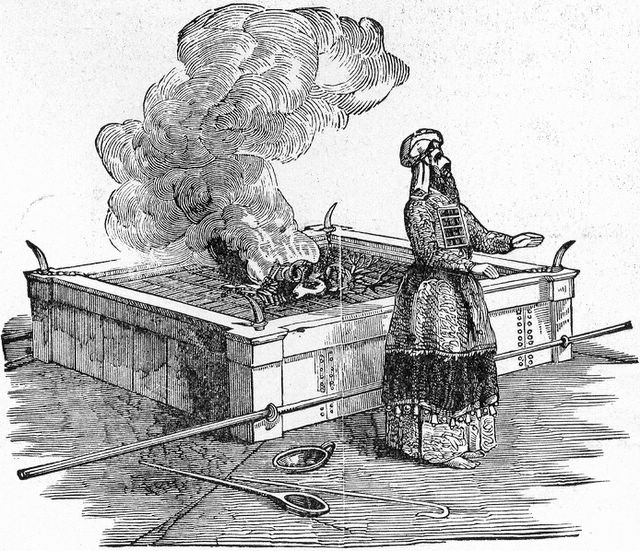
Первосвященник приносит в жертву козла, как в День искупления — Йом-Кипур (иллюстрация из книги Treasures of the Bible, 1894).

«Йома», также «Иома» (арам. יומא, yoma — букв. «этот день») — трактат в Мишне, Тосефте, Вавилонском и Иерусалимском Талмуде, пятый в разделе Моэд. Трактат посвящён законам праздника Йом-кипур (в синодальном переводе Библии — «День очищения»).

## Название трактата
Название трактата эвфемистично, оно представляет собой слово «день» с определённым артиклем, то есть его можно перевести как «тот самый день» или «всем известный день», так как Йом-кипур, день поста, покаяния и отпущения грехов, считается в иудаизме самым важным днём в году. В некоторых рукописях трактат называется прямо: כיפורים‎ (киппурим — «искупление») или יום הכיפורים‎ (йом ха-киппурим — «день искупления»).

## Предмет рассмотрения
Согласно Моисееву закону, главным в праздновании Йом-кипура было праздничное богослужение в скинии, а затем в Иерусалимском храме. Это был единственный день в году, когда первосвященник входил в самое сокровенное помещение храма — святое святых (קודש הקודשים), ритуал этого богослужения подробно описан в Лев. 16. В этот день соблюдался (и соблюдается верующими иудеями до сих пор) строгий пост. Значение праздника в Торе описано следующим образом:

также в девятый [день] седьмого месяца сего, день очищения, да будет у вас священное собрание; смиряйте души ваши и приносите жертву Господу; никакого дела не делайте в день сей, ибо это день очищения, дабы очистить вас пред лицем Господа, Бога вашего; а всякая душа, которая не смирит себя в этот день, истребится из народа своего; и если какая душа будет делать какое-нибудь дело в день сей, Я истреблю ту душу из народа ее; никакого дела не делайте: это постановление вечное в роды ваши, во всех жилищах ваших; это для вас суббота покоя, и смиряйте души ваши, с вечера девятого [дня] месяца; от вечера до вечера [десятого дня месяца] празднуйте субботу вашу.
— Лев. 23:27—32
Выражение «смиряйте души ваши» понимается как требование соблюдать строгий пост, включающее в себя запрет еды и питья, омовения, умащения, ношения обуви (в современной интерпретации — кожаной обуви) и интимной близости.
Почти весь трактат посвящён описанию праздничного богослужения в Иерусалимском храме; в отличие от других трактатов Талмуда, изложение в нём ведётся в повествовательном тоне, местами достигая эпической красоты и силы; а описание законов праздника дано в последней главе и завершается агадическим рассуждением о смысле праздника и значении раскаяния. Соответственно, трактат весьма интересен в литературном и историческом отношении. Значительная его часть входит в современные молитвы Йом-кипура, читаемые в синагогах.

## Содержание
Трактат «Йома» в Мишне состоит из 8 глав и 61 параграфа.
- Глава первая рассказывает о том, как первосвященник готовился к праздничному богослужению. В течение семи предшествующих дней он неотлучно находился при храме, проводил ежедневные службы, а учёные повторяли перед ним порядок праздничного богослужения. В праздничную ночь ещё до пения петуха храмовый двор заполнялся народом.
- Глава вторая описывает ритуал принесения ежедневной жертвы.
- Глава третья описывает начало праздничной службы Йом-кипура: утреннее погружение в очистительный бассейн (микву), ежедневное жертвоприношение и воскурение, первая исповедь. Всего за день первосвященник погружался в микву пять раз, при каждой перемене одежд, так как часть службы совершалась им в обычных, богатых одеждах, а в святое-святых следовало входить в простой белой одежде.
- Глава четвёртая продолжает повествование: перед первосвященником ставили двух козлов, и он тянул о них жребии: один козёл предназначался для жертвоприношения, второй — для отпущения (ивр. עזאזל‎). Затем первосвященник произносил вторую исповедь, приносил тельца в жертву за грех и набирал угли с жертвенника.
- 'Глава пятая описывает кульминационный пункт службы — вход первосвященника в святое святых для обряда воскурения и кропления кровью. Во время его пребывания там народ беспокойно ожидал его благополучного возвращения.
- Глава шестая посвящена описанию обрядов, касающихся козла отпущения. Над ним читали исповедь, отводили в пустыню и сбрасывали с высокой скалы в пропасть. В этот момент красная лента, привязанная к скале, должна была побелеть в случае прощения Богом грехов Израиля. По рассказу Талмуда, это чудо из постоянного стало мало-помалу редким явлением.
- Глава седьмая завершает описание праздничной службы: первосвященник читал Тору перед народом, ещё раз заходил в святое святых, чтобы вынести оттуда кадильницу, совершал вечернее жертвоприношение и воскурение. Вернувшись домой, он устраивал праздник в честь того, что благополучно вышел из святилища.
- Глава восьмая посвящена законам соблюдения поста в Йом-кипур и обсуждению смысла этого праздника.

## Интересные факты
- Из содержания трактата видно, что во II веке н. э. порядок храмовой службы уже начали забывать, вследствие чего многие элементы ритуала вызывали споры у законоучителей. Так, в начале трактата говорится, что для первосвященника перед Йом-кипуром на всякий случай назначали заместителя. Рабби Иехуда высказал мнение, что ему назначали и другую жену, но на это возразили, что тогда предупредительным мерам не было бы конца.
- В Тосефте, 1:6-7 рассказывается о том, что после падения династии Хасмонеев, совмещавших функции царей и первосвященников, первосвященниками стали назначать простых священников и меняли их ежегодно; однажды первосвященником избрали Пинхаса из Хабты, и когда пришли сообщить ему об этом, нашли его работающим в каменоломне (по другой версии — пашущим); они наполнили каменоломню золотыми монетами и пригласили его в Иерусалим.
- В Мишне, 2:2 рассказывается о ритуале удаления золы с жертвенника. Первоначально желающие бежали к жертвеннику наперегонки, и первый добежавший получал право на эту службу. Однажды один из соперников ударил другого так, что тот упал и сломал ногу; после этого исполнителя ритуала стали назначать жеребьёвкой. Тосефта, 1:12 даёт другую версию этого события: согласно ей, один из соперников убил другого ножом; дальше сообщается о реакции отца убитого, который объявил, что его сын умер не сразу, и, следовательно, ритуальная чистота не была нарушена. Отсюда видно, замечает Тосефта, что для них была важнее нечистота ножа, нежели кровопролитие.
- В Мишне, 3:1-2 рассказывается о том, как определяли момент наступления рассвета. Однажды за свет восходящего солнца приняли свет луны, и утреннее жертвоприношение оказалось негодным; тогда постановили совершать этот ритуал только при освещении зарёй половины горизонта.
- В Мишне, 6:4 рассказывается, что среди евреев диаспоры сложился обычай вырывать у козла отпущения клочья шерсти со словами «возьми [наши грехи] и выходи». Чтобы предотвратить это, дорогу для козла стали огораживать.
- Примечательно приводимое в Мишне, 8:5 постановление, согласно которому больному в пост дают есть по указанию врачей, а если таковых нет, то кормят, сообразуясь с его желанием.
- Завершает трактат рассуждение о значении Йом-кипура. Утверждается, что Йом-кипур отпускает только грехи, совершённые по отношению к Богу; грехи же по отношению к человеку требуют примирения с этим человеком.